# Yoshishige Yoshida
Yoshishige Yoshida (吉田 喜重, Yoshida Yoshishige), (Fukui, 16 de febrero de 1933 - 8 de diciembre de 2022) fue un director de cine, de teatro y de ópera, autor y crítico japonés, más conocido bajo el nombre de Kiju Yoshida. Su película más conocida es Eros + Massacre (1969).
Es una de las figuras más importantes de la Nueva ola del cine japonés de los años 1960.

## Biografía
Yoshishige Yoshida estudió la literatura francesa en la Universidad de Tokio. En 1955 empieza su carrera en el cine cuando entra en el estudio japonés Shochiku. Realiza su primera película, Rokudenashi, en 1960. En 1964, crea una sociedad de producción, la Gendai Eigasha (Sociedad de Cine contemporáneo). En 1969, la película Eros + Massacre, su obra maestra, cuenta la vida del anarquista Sakae Osugi asesinado en 1923 por Amakasu, capitán de la policía. Completa su trilogía sobre el radicalismo político con Heroic Purgatory (acerca del comunismo, 1970) y Coup d'Etat (sobre el nacionalismo y la extrema derecha, 1973).
En 1977, después de haber realizado Coup d'Etat, Yoshishige Yoshida se va a vivir a México durante cinco años para rodar una película, pero no lo consigue. Cuenta sus aventuras mexicanas en un libro (Odyssée mexicaine). Después de una operación en el estómago, se aleja del cine y realiza una serie documental para la televisión. La serie que se titula Belleza de la belleza (en francés, Beauté de la beauté) presenta obras y artistas europeos (El Bosco, Goya, Cézanne, Van Gogh, entre otros), analiza el antiguo Egipto y acaba presentando artistas clásicos de Japón. Vuelve al cine en 1986 con Promesa (Promesse, presentado en el Festival de Cannes).
De 1990 a 1995, Yoshida vive en Francia donde dirige piezas de teatro y óperas (entre otras, Madama Butterfly en la Ópera de Lyon). También realiza documentales, uno de ellos sobre el pionero del cine Gabriel Veyre.

## Filmografía

### Ayudante de director
- 1960 : Un amor eterno (Eien no hito) de Keisuke Kinoshita

### Director
Títulos en francés :
- 1960 : Bon à rien (ろくでなし, Rokudenashi)
- 1960 : Le Sang séché (血は乾いてる, Chi wa kawaiteru)
- 1961 : La Fin d'une douce nuit (甘い夜の果て, Amai yoru no hate)
- 1962 : La Source thermale d'Akitsu (秋津温泉, Akitsu Onsen)
- 1963 : 18 jeunes gens à l'appel de l'orage (嵐を呼ぶ十八人, Arashi o yobu juhachi-nin)
- 1964 : Évasion du Japon (日本脱出, Nihon dasshutsu)
- 1965 : Histoire écrite sur l'eau (水で書かれた物語, Mizu De Kakareta Monogatari)
- 1966 : Le Lac des femmes (女のみづうみ, Onna no mizuumi), adaptación de la novela El lago de Yasunari Kawabata
- 1967 : Passion ardente (情炎, Joen)
- 1967 : Flamme et femme (炎と女, Honô to onna)
- 1968 : Amours dans la neige (樹氷のよろめき, Juhyo no yoromeki)
- 1968 : Adieu clarté d’été (さらば夏の光, Saraba natsu no hikari)
- 1969 : Eros + Massacre (エロス+虐殺, Eros + Gyakusatsu)
- 1970 : Purgatorio Heroica (煉獄エロイカ, Rengoku eroica)
- 1972 : Aveux, Théorie, Actrices (告白的女優論, Kokuhakuteki joyûron)
- 1973 : Coup d'état (戒厳令, Kaigen Rei)
- 1986 : Promesse (人間の約束, Ningen No Yakusoku)
- 1988 : Onimaru (嵐が丘, Arashi Ga Oka)
- 1995 : Lumière et compagnie, documental
- 2002 : Femmes en miroir (鏡の女たち, Kagami no onnatachi) (réalisation, écriture, montage) (Cannes)
- 2004 : Bem-Vindo a São Paulo, documental.

## Premios y distinciones
Festival Internacional de Cine de San Sebastián
| Año  | Categoría       | Película   | Resultado |
| ---- | --------------- | ---------- | --------- |
| 1986 | Concha de Plata | La promesa | Ganador   |
| 1986 | Premio FIPRESCI | La promesa | Ganador   |